# هیجان‌های خودآگاه
هیجان‌های خودآگاه یا احساسات خودآگاه (به انگلیسی: Self-conscious emotions) مانند احساس گناه، شرم، شرمساری و غرور، انواعی از هیجان‌های اجتماعی هستند که به احساس ما نسبت به خود و آگاهی ما از واکنش‌های دیگران نسبت به ما مربوط می‌شوند.
- شرم
- غرور
- احساس گناه
- رشک (حسادت)
- شرمساری (خجالت)

## رشد
هیجان‌های خودآگاه یکی از آخرین احساساتی است که باید ایجاد شود. دو دلیل سبب این امر می‌شود:
- زبان بدن
- خودآگاهی